# Турцизми у српском језику
Турцизми су речи преузете из турског језика. Посебно су карактеристични за језике народа који су били под влашћу Османског царства (грчки, бошњачки, бугарски, македонски, српски, јерменски).

## Српски и турски — језици у контакту
Историја језика, поред осталог, указује и на континуирано присуство позајмљеница, адаптираних речи преузетих из суседних или удаљенијих језичких система. Постојање контакта између два језика је основни предуслов за лексичко позајмљивање. Што је већи степен контакта између два језика, очекивано је обимније позајмљивање. То потврђује и ситуација у српском језику у вези са турцизмима. Турски језик је извршио снажан утицај на српски језик, што је и разумљиво с обзиром на дужину трајања контакта. Оно што се показало у бројним међујезичким контактима, потврђују и турско-српски односи; турски језик као доминантни језик извориште је главног подстицаја за позајмљивање.
Интензивни и директни језички контакти почињу у 14. веку када Турци Османлије освајају територије на Балкану на којима су живели јужнословенски народи. Из тих веза проистекла су и лексичка позајмљивања и велики прилив позајмљеница. Српскохрватски језик је усвојио из османског књижевног језика мали број речи, које се углавном односе на званичне називе Османског царства и на термине исламске религије. Већина турцизама вуче дијалекатско порекло, а доказивањем дијалекатског порекла турцизама изводи се закључак да је српскохрватски језик примио несразмерно више речи путем непосредних контаката говорника него путем писане речи. Турцизми су у великој мери заступљени у појединим народним говорима. У јужној Србији остали су незабележени бројни турцизми који се користе у врањском, нишком, топличком и лесковачком крају. Велики утицај који је извршио турски језик у овим крајевима заснива се на чињеници да је он у овом региону трајао све до ослобођења јужне Србије српско-турским ратом 1877–1878. Турцизми су у овим крајевима усвајани у директним језичким контактима и указују на блискост фонетског састава са изворном турском лексиком, чиме се чувају оригинални фонетски ликови.

## Статус турцизама у савременом српском књижевном језику
Сваки језик је подложан променама. У оквиру тих промена незаобилазно је прихватање лексике из страних језика, јер језик не може увек да изнађе домаћу реч када се за тим укаже потреба. То никако не значи да страна лексика угрожава корпус језика примаоца. Одласком Османлија са Балкана и снажењем државе и националне самосталности, објављен је рат турцизмима. Српска интелигенција је желела да из свог језика истера „лексичке уљезе” који су подсећали на дане робовања. Данас, турцизми не представљају предмет нормативистичких спорова, будући да, хронолошки гледано, представљају позајмљенице чији је процес преузимања одавно окончан.
Неретко говорници српског језика познају и турцизам и његов домаћи синоним, а избор ће зависити од идиолекатских особина појединца, односно од језичких особина заједнице којој појединац припада. То је случај и код синонимног пара оџачар-димничар, где су ове лексеме семантички равноправне и где им је и употреба у стандардном језику такође равноправна.
Сматра се да су српске речи брже изумирале у народу под Турцима него турцизми после ослобођења од Турака у српскохрватском књижевном језику. Затим, Вук Караџић је у самом предговору Рјечника из 1818. године написао да не сматра да турске речи погане српски језик, чиме је показао својеврстан благонаклон став према турцизмима.
Сматра се да је у савременом српском језику у употреби око 3000 турцизама.

## Најучесталији турцизми у српском језику
1. чак
2. сат
3. барем
4. боја
5. пара
6. кафа
7. кутија
8. џеп
9. комшија
10. капија
11. шећер
12. кула
13. дуван
14. хајде
15. башта
16. ракија
17. занат
18. бакар
19. мана
20. торба
21. табла
22. хајдук
23. челик
24. ислам
25. џамија
26. муштерија
27. талибан
28. чарапа
29. јастук
30. дућан
31. џада
32. чика
33. будала
34. марама
35. тарифа
36. сокак
37. ћошак
38. ортак
39. мермер
40. киоск
41. лула
42. мегдан
43. кирија
44. ђубре
45. јуриш
46. делија
47. инат
48. кајмак
49. лепеза
50. шамар
51. јогурт
52. сирће
53. бибер
54. неимар
55. ћуприја
56. таван
57. вајда
58. ексер
59. папуча
60. казан